# La mano sulla culla
La mano sulla culla (The Hand That Rocks the Cradle), noto anche come La mano sulla culla... è la mano che governa il mondo, è un film del 1992 diretto da Curtis Hanson e interpretato da Annabella Sciorra, Rebecca De Mornay, Julianne Moore, Ernie Hudson e Matt McCoy.

## Trama
Claire e Michael Bartel vivono felici con la loro bambina Emma e aspettano il loro secondogenito. La donna si reca per un controllo ginecologico dal dottor Mott, uno specialista famoso per la sua professionalità; durante la visita l'uomo la molesta provocandole una crisi asmatica. In seguito alla sua denuncia, altre quattro donne accusano Mott, che finirà per suicidarsi. Sua moglie Peyton, anche lei incinta, per lo choc perde il bambino e viene sottoposta a un'isterectomia che la rende sterile; dopo aver appreso che la prima ad accusare suo marito è stata Claire Bartel, decide di vendicarsi.
Sei mesi dopo, Claire ha dato alla luce il piccolo Joe e ha deciso di ristrutturare casa costruendovi anche una serra; per questi lavori assume Solomon, un uomo con lieve disabilità intellettiva. Non riuscendo a conciliare famiglia e lavoro, Claire si mette alla ricerca di una bambinaia; all'oscuro della sua vera identità, la donna assume Peyton.
Pian piano Peyton si insinua nella vita dei Bartel: di notte si alza per allattare Joe e fa vedere a Emma i film horror proibitile da Claire. Successivamente sottrae a Claire importanti documenti di lavoro affidatile da Michael, e li distrugge per provocare un diverbio tra i due. Alcuni giorni dopo Peyton viene sorpresa da Solomon mentre allatta Joe: temendo che l'operaio possa accusarla, Peyton insinua in Claire il dubbio che egli abbia molestato Emma, facendole trovare un paio di mutandine della bambina tra gli attrezzi di Solomon. Claire, sconvolta, lo licenzia.
Claire inizia a sentirsi sempre più depressa notando il distaccamento dei figli (Emma la odia per aver cacciato Solomon, Joe non desidera più il suo latte) e intuendo che Michael non si fida più di lei. Intanto Peyton propone a Michael di organizzarle una festa di compleanno a sorpresa, suggerendo di coinvolgere anche Marlene, un'amica con cui in passato lui era stato fidanzato. Con uno stratagemma Peyton riesce a convincere Claire che Michael e Marlene abbiano una storia clandestina: durante la festa scoppia un furioso litigio, in seguito al quale Marlene scappa via.
Sempre più infelice, Claire fa notare a Michael che le loro sventure sono iniziate con l'arrivo di Peyton; intanto questa decide di uccidere Claire manomettendo il meccanismo d'apertura della serra e trasformandola in una trappola mortale. Marlene scopre che Peyton è la vedova del dottor Mott; quando si precipita ad avvertire Claire trova in casa solo Peyton, che affronta mettendola di fronte alle sue scoperte. Peyton la indirizza verso la serra e fa scattare la trappola, che uccide Marlene, per poi uscire di casa procurandosi così un alibi. Claire torna a casa e trova Marlene morta: colta da un grave attacco d'asma, non riesce a fermarlo poiché Peyton le ha sabotato tutti i respiratori.
Claire viene ricoverata in ospedale per alcuni giorni; dopo essere stata dimessa, realizza che Peyton ha ormai preso il suo posto nel cuore dei suoi famigliari. Tuttavia, partendo dalle intuizioni di Marlene, Claire arriva finalmente a scoprire la vera identità di Peyton, e dopo averla smascherata la scaccia. Peyton finge di allontanarsi, ma subito dopo tende un agguato a Michael e lo mette fuori gioco, per poi affrontare Claire. Le due donne si battono duramente: Peyton tramortisce Claire, quindi raggiunge i bambini e tenta di scappare con loro. A quel punto interviene Solomon, che ha sempre vegliato sulla famiglia e ha preso sotto la sua protezione i bambini. Mentre Peyton attacca Solomon, Claire la sorprende alle spalle e la spinge fuori da una finestra, facendola morire infilzata nello steccato sottostante. La famiglia Bartel ritrova così il suo equilibrio e la sua serenità.

## Riconoscimenti
- 1992 - MTV Movie & TV Awards
  - Miglior cattivo (Rebecca De Mornay)
- Festival del film poliziesco di Cognac
  - Grand Prix